# Edwin Rudolph Lempe
Edwin Rudolph Lempe (* 24. September 1879 in Nauberg; † 12. März 1961 in Dresden) war ein deutscher Jurist und höherer sächsischer Staatsbeamter. Er war u. a. als Amtshauptmann und Ministerialdirektor tätig.

## Leben und Wirken
Er war der Sohn des Gutsbesitzers Gustav Hermann Lempe und dessen Ehefrau Thekla Franziska geborene Busch. Nach Schulbesuch und Studium der Rechtswissenschaft mit Promotion zum Dr. jur. schlug er eine Verwaltungslaufbahn ein. Er war zunächst als Ratsassessor in Dresden tätig und heiratete als solcher 1912 Gertrud Carola Kaiser. In der Amtshauptmannschaft Dresden-Neustadt wurde er 1920 als Amtshauptmann eingesetzt. 1921 gab er diesen Dienstposten auf. Er wurde Vorstand der ersten Abteilung im Ministerium des Innern und zum Ministerialdirektor befördert. Zum 1. Juli 1924 erfolgte seine Ernennung zum Kreishauptmann der Kreishauptmannschaft Leipzig. Er trat dieses Amt jedoch nicht an, da er darüber zuvor nicht informiert worden war, sondern ging unmittelbar nach erfolgter Kenntnisnahme von seiner Ernennung in Urlaub. Dieser wurde letztendlich bis Februar 1925 verlängert, woraufhin er seinen Abschied aus dem sächsischen Staatsdienst nahm. Er blieb in Dresden, wo er 1961 starb.